# گربه‌خوان هوئون
گربه‌خوان هوئون (نام علمی: Ailuroedus astigmaticus) نام یک گونه از سرده گربه‌خوان‌ها است.